# Janiańce
Janiańce (lit. Janonys) − miasteczko na Litwie, w gminie rejonowej Soleczniki, 3 km na południowy zachód od Butrymańców, zamieszkana przez 54 ludzi. Przed II wojną światową w Polsce, w powiecie lidzkim województwa nowogródzkiego.
W miejscowości tej urodził się w 1939 Józef Kwiatkowski – polski działacz społeczny na Litwie.